# 芒特莫賴亞 (密蘇里州)
芒特莫賴亞（英語：Mount Moriah）是位於美國密蘇里州哈里森縣的村。

## 人口
根據2020年美國人口普查的數據，芒特莫賴亞的面積為2.64平方千米，皆為陸地。當地共有人口75人，而人口密度為每平方千米28人。